# 蒙塔尔万-德科尔多瓦
蒙塔尔万德科尔多瓦，是西班牙安达卢西亚自治区科尔多瓦省的一个市镇。总面积34平方公里，总人口4617人（2001年），人口密度136人/平方公里。